# Erik Lamm (konstnär)
Erich (Erik) Albert Lamm, född 10 december 1880 i Wien, död 7 juni 1959 i Stockholm, var en österrikisk-svensk målare och grafiker. 
Han var son till inspektorn Alois Gotthelf Lamm och Johanna Ottonie Marx samt gift med Elisabeth Lembart. Lamm studerade vid konst för Alois Delug och Christian Griepenkerl vid Konstakademien i Wien 1900–1904 och för Heinrich Knirr vid Konstakademien i München 1905–1906. Han etablerade en egen målarskola i Wien 1914 och tjänstgjorde under första världskriget som officiell frontkonstnär. Han företog en studieresa till Skåne 1921 och utförde då en del porträttbeställningar samt en målarresa till i Bohuslän 1933. Han medverkade i en av Österrikiska staten anordnad konstutställning som visades på Göteborgs konstmuseum och i Köpenhamn 1934. Samma år bosatte han sig i Sverige och blev svensk medborgare 1937 och ändrade vid den tiden stavningen av sitt namn från Erich till Erik.. I Sverige medverkade han i ett flertal samlingsutställningar, separat ställde han ut på bland annat Neue Galerie i Wien 1931 och i Sverige ställde han ut separat på Josephsons konsthall, Sturegalleriet i Stockholm och på Skånska konstsalongen i Malmö. 
Hans konst består av blomsterstilleben, porträtt, nakna figurer, mariner, symboliska målningar och landskapsskildringar med motiv från Tyrolen, Svenska fjällen och Västkusten utförda i olja samt etsningar där hans serie med musikerporträtt väckte uppmärksamhet. Han blev känd för ljusa väl komponerade aktmotiv i harmonisk färg, där modellerna framträder på ett naturligt och självsäkert sätt i linje med det tidiga 1900-talets nya syn på nakenhet och ljus. Lamm är representerad vid Wien museum, Dresdens museum samt med grafik vid Albertina i Wien. Han är begravd på Sandsborgskyrkogården i Stockholm.